# دوايت سميث
دوايت سميث (بالإنجليزية: Dwight Smith)‏ هو لاعب كرة قاعدة أمريكي، ولد في 8 نوفمبر 1963 في تالاهاسي في الولايات المتحدة.

## وصلات خارجية
- دوايت سميث على موقع دوري كرة القاعدة الرئيسي (الإنجليزية)
- دوايت سميث على موقعبيزبول رفرنس.كوم (الدوري الرئيسي) (الإنجليزية)
- دوايت سميث على موقعبيزبول رفرنس.كوم (الدوري الثانوي) (الإنجليزية)
- دوايت سميث على موقع إي إس بي إن.كوم (أم.أل.بي) (الإنجليزية)
- دوايت سميث على موقع مشجعي الرسوم البيانية (الإنجليزية)